# 胡子敬
胡子敬（1950年—），汉族，湖南汨罗人，中华人民共和国政治人物、第十二届全国人民代表大会湖南地区代表。
毕业于中山大学财政金融专业。加入中国共产党。2013年，担任全国人大代表。